# Белградская операция
Белградская стратегическая наступательная операция — совместная операция Красной армии, НОАЮ и войск Болгарии по освобождению восточных и южных частей Югославии и её столицы Белграда от германских войск, проводившаяся 28 сентября — 20 октября 1944 года.

## Военно-стратегическая ситувция
К началу сентября 1944 на Балканском полуострове (Югославия, Греция и Албания) дислоцировались немецкие войска группы армий «Е» (юг полуострова) и «Ф» (северная часть). В связи с негативным изменением стратегической обстановки в Юго-Восточной Европе (разгром немецких войск в Ясско-Кишинёвской операции, повлёкший за собой выход из войны Болгарии и Румынии) и продвижением советских войск на Балканы, группе армий «Е» был отдан приказ спешно отойти в Венгрию, Для прикрытия отступления из группы армий «Ф» была выделена армейская группа «Сербия». Ей ставилась задача не допустить захвата стратегических коммуникаций Балканского полуострова, в том числе железной дороги Салоники — Белград.
В начале сентября 1944 в результате народного вооружённого восстания монархо-фашистский режим в Болгарии был свергнут. Пришедшее к власти правительство объявило войну Германии. К концу сентября на болгарско-югославской границе в районе Видина были сосредоточены войска 3-го Украинского фронта под командованием Маршала Советского Союза Ф. И. Толбухина, совершившие форсированный марш через болгарскую территорию, а южнее, до стыка границ Болгарии, Югославии и Греции, были развёрнуты 1-я, 2-я и 4-я болгарские армии, находившиеся в оперативном подчинении 3-го Украинского фронта. С югославской территории содействие наступающим войскам были готовы оказать соединения Народно-освободительной армии Югославии (НОАЮ).
Предварительно операция была согласована с командующим НОАЮ Иосипом Броз Тито, который 21 сентября прибыл на советском самолете в Румынию, а оттуда вылетел в Москву, где встретился со Сталиным. Была, в частности, достигнута договорённость об участии в операции болгарских войск.
Главной ударной силой войск союзников в ходе Белградской операции являлся 4-й гвардейский механизированный корпус генерал-лейтенанта В. И. Жданова. 9 октября 160 танков корпуса стали выдвигаться форсированным маршем от Видина (Сев.—Зап. Болгария) к плацдармам на Мораве. 11 октября 1944 соединение закончило марш и сосредоточилось в районе Паланка—Петровац—Табаловац.

## Силы сторон

### СССР, Югославия, Болгария
Проведение Белградской операции возлагалось на войска 3-го (Ф. И. Толбухин) и 2-го (Р. Я. Малиновский) Украинских фронтов, которые составляли основу группировки.
Ударная группировка 3-го Украинского фронта:
- 57-я армия (64-й, 68-й и 75-й стрелковые корпуса);
- 4-й гвардейский механизированный корпус;
- 236-я стрелковая дивизия фронтового подчинения;
- 5-я отдельная гвардейская мотострелковая бригада;
- 1-й гвардейский укрепрайон.

Действия фронта поддерживала 17-я воздушная армия и Дунайская флотилия. В оперативном подчинении 3-го Украинского фронта находились войска правительства Отечественного фронта Болгарии: 1-я, 2-я и 4-я армии (9 дивизий и 3 отдельные бригады, включая танковую).
Ударная группировка 2-го Украинского фронта:
- 10-й гвардейский стрелковый корпус 46-й армии 2-го Украинского фронта[4].

Поддержку с воздуха осуществляла 5-я воздушная армия частью сил.
Для прорыва немецкой обороны были привлечены силы 3 артиллерийских дивизий прорыва, 5 зенитных артиллерийских дивизий, до 50 отдельных артиллерийских и минометных полков. Всего только в составе 57-й и 46-й армий было около 190 тыс. человек.
Со стороны Югославии в операции участвовало 4 армейских корпуса (15 дивизий), сведенных в 2 армейские группы. Всего Народно-освободительная армия Югославии насчитывала около 400 тыс. бойцов — 14 корпусов (50 дивизий) и большое число различных отдельных соединений. 1-я армейская группа под командованием генерала Пеко Дапчевича в составе 1-го Пролетарского и 12-го армейского корпусов действовала на белградском направлении. В состав 2-й армейской группы под руководством генерала Коча Поповича входили 13-й и 14-й армейский корпуса. 13-й корпус действовал на нишском направлении.

### Германия, Венгрия, Хорватия
На Балканском полуострове находились:
- Группа армий «Ф» под командованием генерал-фельдмаршала Максимилиана фон Вейхса, который одновременно был и главнокомандующим немецкими войсками Юго-Востока: в Хорватии, Боснии и Герцеговине, Черногории и Албании, в Сербии, и сил, располагавшихся в Греции вместе с островами (Группа армий «E»)[4]:
  - 2-я танковая армия;
  - армейская группа «Сербия».
- Группа армий «E» под началом генерал-полковника Александера Лёра[4]:
  - 68-й армейский корпус (Афины и Пелопоннес);
  - 22-й горный корпус (западная Греция);
  - три крепостные бригады (Ионические острова);
  - 91-й армейский корпус (Салоники);
  - боевое командование острова Крит;
  - боевое командование южной части Эгейского моря:
    - штурмовая дивизия «Родос»;
    - крепостная бригада.

Всего немецкие войска насчитывали около 400 тыс. человек.
На территории самой Югославии находилось 14 полных и 8 неполных дивизий Вермахта, отдельные и специальные батальоны и полки (около 200 тыс. человек). Белградская группировка имела на вооружении около 2 тыс. орудий и минометов, 150 танков и штурмовых орудий и 350 самолетов. В конце сентября и начале октября белградскую группировку стали усиливать полковыми группами, которые перебрасывали из Греции и других областей. Но большинство соединений не успели прибыть к месту сражения вовремя, вследствие быстрого прорыва частей Красной Армии и НОАЮ в долину реки Морава и к Белграду.
На территории Югославии (Воеводина) дислоцировались части пяти дивизий и другие подразделения венгерской армии (около 30 тыс. человек) и вооруженные формирования «независимого» хорватского государства (около 150 тыс. человек в Хорватии, Среме, Боснии и Герцеговине):
- Недичевская сербская государственная охрана в Сербии около 17 тыс. человек;
- Русский охранный корпус в Сербии около 6 тыс. человек;
- Мусульманская милиция в Боснии и Герцеговине около 4 тыс. человек.

Эти войска дополняли формирования четников численностью около 60 тыс. человек. Всего силы коллаборационистов и националистов насчитывали около 270 тыс. человек.

## Ход операции

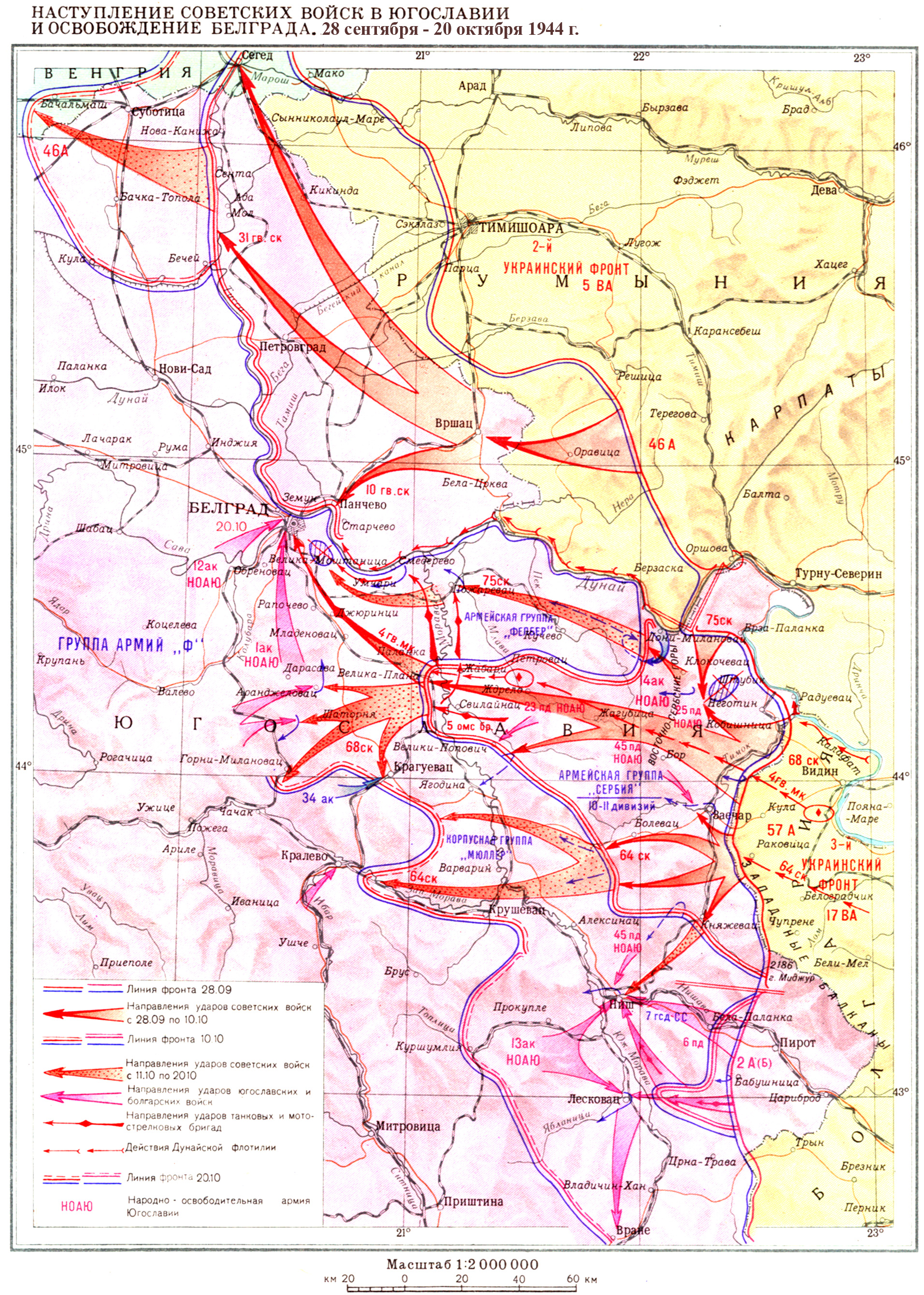
Карта операции

Ещё до начала операции 17-я воздушная армия получила задачу препятствовать выводу немецких войск из Греции и южных районов Югославии. Для этого в период с 15 по 21 сентября ею осуществлялись авианалёты на железнодорожные мосты и другие важные объекты в районах Ниша, Скопье, Крушеваца.
28 сентября наступление из района Видина в общем направлении на Белград начали войска 57-й армии (командующий генерал-лейтенант Гаген Н. А.), которые при содействии Дунайской военной флотилии (прикрывавшей правый фланг наступления, производившей перевозки войск и боевой техники, высадившей десанты в Радуевац и Прахово) и 17-й ВА, во взаимодействии с  14-м корпусом НОАЮ, прорвали приграничную оборону противника, с тяжёлыми боями преодолели Восточно-Сербские горы, и 8 октября форсировали реку Морава, захватив два плацдарма в районах Велика-Плана и Паланка, откуда 12 октября в сражение был введён переброшенный сюда из Юго-Восточной Болгарии 4-й гвардейский мехкорпус для развития наступления на Белград с юга. Одновременно в наступление перешли 1-й Пролетарский и 12-й Ударный корпуса НОАЮ.
10-й гвардейский стрелковый корпус из состава 46-й армии 2-го Украинского фронта совместно с частями НОАЮ форсировал Дунай, обеспечив наступление на Белград с северо-востока. Он очистил югославское левобережье Дуная и Тисы, овладев городом Панчево.
Быстрое наступление советских танков рассекло немецкие войска в Сербии на корпусные группы «Штеттнер» и «Шнекенбургер». Так как группа «Штеттнер» находилась южнее Белграда, помощь гарнизону с её стороны исключалась. Путь войскам «Штеттнера» на север перекрыли части 2-й армейской группы НОАЮ. Части корпусной группы «Шнекенбургер» занимали оборону по линии Обреновац—Младеновац—Смедерево, господствующей высотой на которой была гора Авала. За неё 13 октября разгорелось ожесточенное сражение. Ломая сопротивление врага, советские экипажи прорвали укрепленный рубеж.
Утром 14 октября 1944 ударные советские части достигли южного предместья Белграда — Баньицы. Первыми в город вошли силы 36-й гвардейской танковой, 13-й и 14-й гвардейских механизированных бригад, 1-й и 6-й Пролетарских, 5-й и 21-й Ударных дивизий НОАЮ. Основные удары были сосредоточны на направлении на плацдарм «Славия» и крепость Калемегдан. Сражение носило ожесточенный характер, обе стороны несколько раз овладевали ключевыми позициями и покидали их при контратаках противника. 15 октября 1944 36-я Нижнеднепровская бригада атаковала через центр города и закрепилась на берегу Дуная. Танкисты отбивали атаки в течение 16—20 октября, одновременно поддерживая огнём другие соединения корпуса.

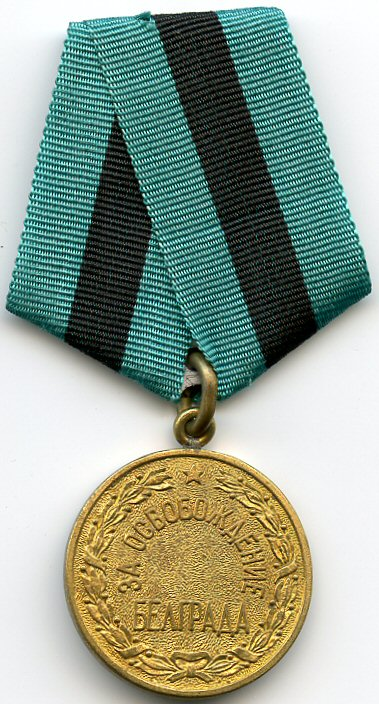
Медаль «За освобождение Белграда»

13-я Новобугская бригада пробивалась к железнодорожной станции и мосту через Саву. На подступах к Главному вокзалу танкисты 38-го гв. танкового полка были 14 октября, но взять его удалось только через сутки. Бои за предмостное укрепление на Саве продолжались четверо суток: советским войскам приходилось преодолевать плотную сеть ДОТов, прикрывавших позиции тяжелых и штурмовых орудий. 19 октября продолжались бои у палаты «Албания» и гостиницы «Москва» и штурм крепости Калемегдан над Дунаем. Последний оплот немцев, Калемегдан, утром 20 октября атаковали советские танки и партизаны 1-й Пролетарской дивизии НОАЮ. Крепость была взята, и поздним вечером 20 октября 1944 освобождение Белграда завершилось.
21 октября части 3-го Украинского фронта взяли штурмом Кралево и окончательно перерезали магистраль Салоники — Белград.
2-я болгарская армия, взаимодействовавшая с 13-м армейским корпусом НОАЮ, выдвигалась с юго-востока. Ими были освобождены города Ниш и Лесковац и перерезаны основные пути отхода группы армий «Е» вдоль рек Южная Морава и Морава, которая в связи с этим была вынуждена отступать через горные районы Черногории и Боснии и не смогла усилить немецкую группировку в Венгрии.
В результате Белградской операции была разгромлена армейская группа «Сербия», фронт группы армий «Ф» был отодвинут к северу более чем на 200 км. Это открывало дорогу для наступления на Будапешт.
По завершении Белградской операции войска 3-го Украинского фронта были переброшены в Венгрию для поддержки наступавших там частей 2-го Украинского фронта (см. Будапештская операция) и в дальнейшем оказывали помощь югославской армии, продолжавшей освобождение своей страны, в основном оружием, снаряжением и боеприпасами.

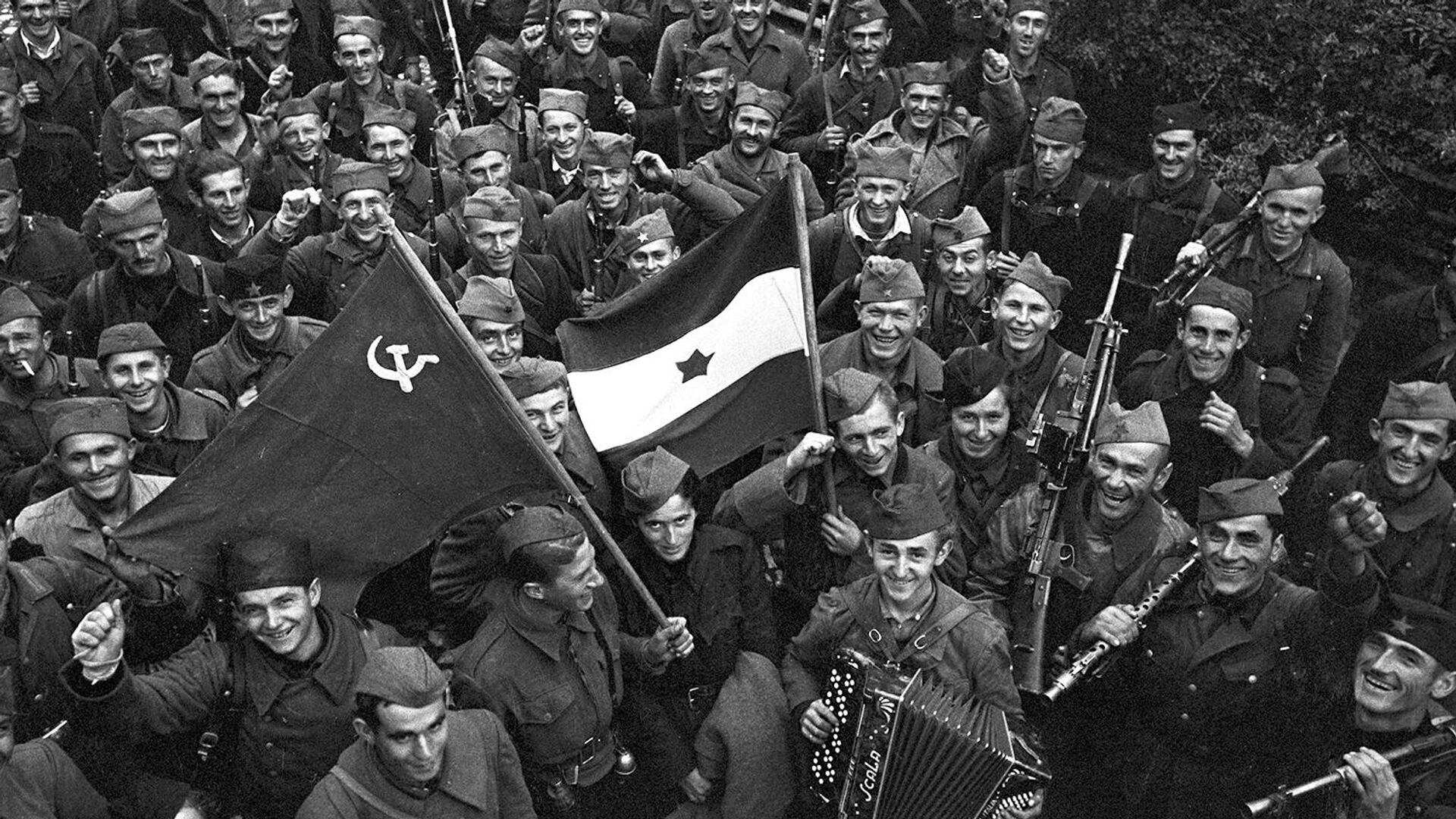
Советские и югославские бойцы с национальными флагами в освобожденном Белграде. 20 октябрь 1944 г. Фото Э. Халдея.

Двадцати наиболее отличившимся частям и соединениям Красной Армии было присвоено почётное наименование Белградских. Президиум ВС СССР Указом от 19 июня 1945 учредил медаль «За освобождение Белграда».

 Из оперативной сводки ГШ РККА № 276 (1314) по состоянию на 08 ч 00 мин 2 октября 1944 г.
…..
12. 3-й Украинский фронт.
57-я армия силами 75 ск и 68 ск вела бои на окружение и уничтожение противника в районе северо-западнее Неготин. 75 ск овладел Клокочевац, Уровица, Слатина, соединился с частями 299 сд, занимавшими плацдарм на западном берегу р. Дунай в районе Михайловац и вел бой за Ябуковац, его 299 сд овладела Мал. Каменица. 68 ск овладел Душановац, Чурба, Копровница, Рготина и вел бой за Салаш.
113 сд связалась с югославскими партизанами, принадлежность которых не установлена.
37-я армия и Софийская группа войск занимали прежнее положение.
Корабли Дунайской флотилии поддерживали действия 68 ск. Противником затоплено северо-западнее Прахово около 100 судов. Русло минировано.
По неполным данным, за два дня боев 30.09 и 01.10 войсками фронта уничтожено свыше 1500 немецких солдат и офицеров, 4 танка, 12 орудий и 25 пулеметов; захвачено 120 пленных, принадлежащих 1 гсд (по показаниям пленных, дивизия 27.9 переброшена на автомашинах из района Ниш), мд СС «Бранденбург», 923-му, 592-му охранным батальонам и сводному отряду моряков; кроме того, захвачено 3 орудия, 1 самолет, 61 автомашина и 24 жд вагона.
…..— Великая Отечественная война - День за днём

## Итоги операции
Армейская группа «Сербия», прикрывавшая отход немцев в Венгрию, была разгромлена. После того как была перерезана магистраль Салоники — Белград, группа армий «Ф», расположенная в Греции, потеряла безопасные пути отхода. Немецким войскам пришлось отступать на север в обход через труднодоступные, контролируемые партизанами районы Боснии. Отход сопровождался большими потерями в живой силе. Большую часть техники, боеприпасов, продовольствия немецким войскам пришлось бросить. Всё это не позволило отступавшим немецким частям оказать поддержку силам, защищавшим Венгрию. Уничтожение армейской группы, прикрывавшей Белград, открыло для Народно-освободительной армии Югославии возможность дальнейшего наступления в оставшуюся часть Сербии, Черногорию и Македонию в ноябре-декабре 1944 года.

## Память
Уже в ноябре 1944 года на площади Республики в Белграде был установлен памятник советским бойцам, павшим при освобождении Белграда. Этот памятник снесли в 1951 году в период обострения отношений между СССР и Югославией.
В 1946 году в Ритопеке установлен Памятник погибшим воинам Красной армии работы Момчило Белобрка и Бранко Крстича. Колонна 12 метров высотой символизирует 12 дней битвы за освобождение Белграда. Является объектом культурного наследия.
Одной из улиц в местечке Мали-Мокри-Луг общины Звездара Белградского округа присвоено имя 20 октября.

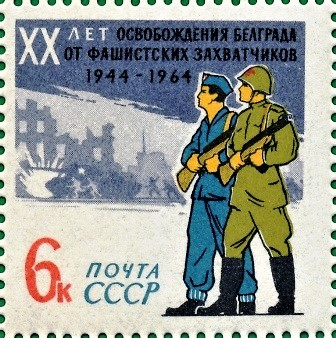
20 лет освобождению Белграда от фашистской оккупации. Почтовая марка СССР, 1964 год.
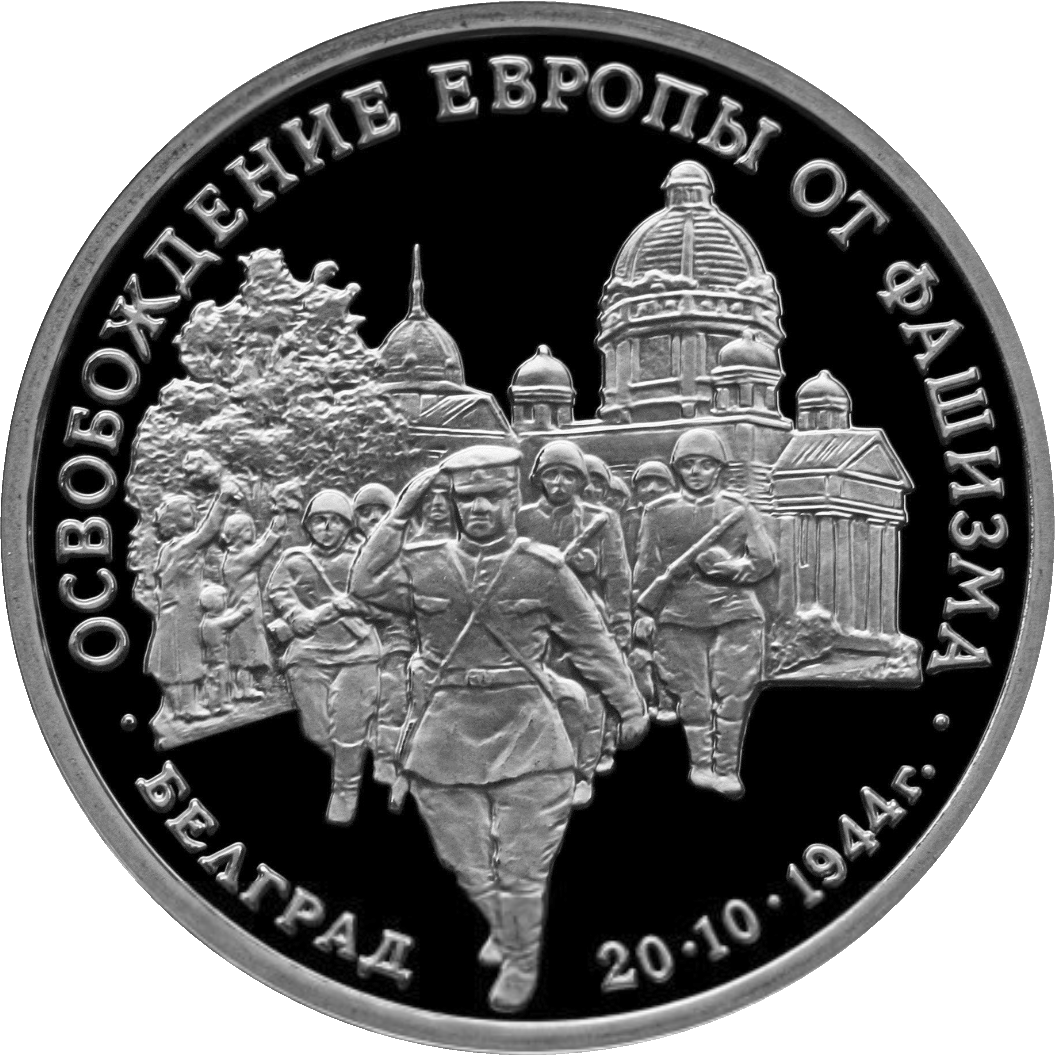
Монета ЦБ РФ. 1994 год